# Sébastien Haller

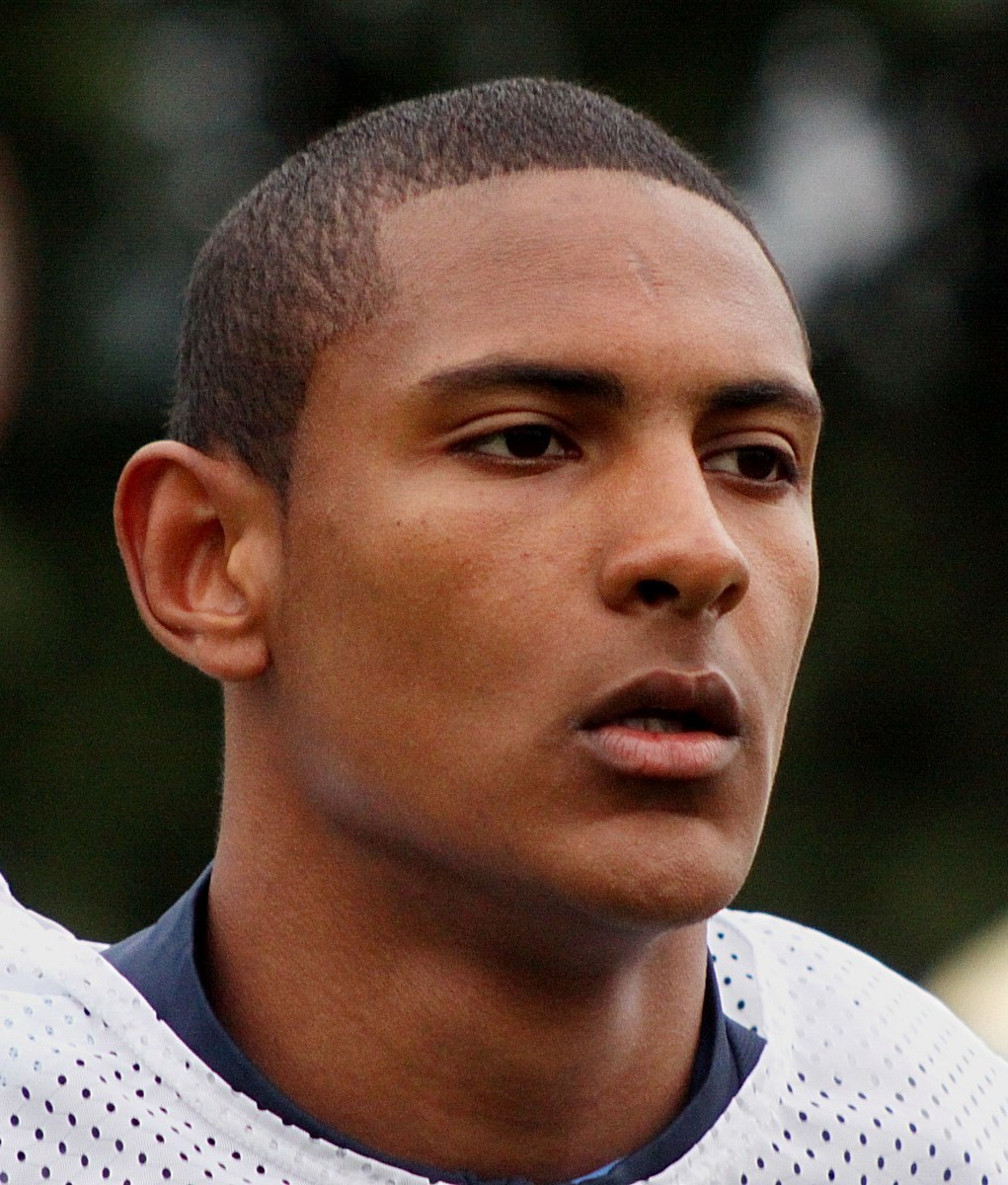
Haller namens Frankrijk onder 19 in 2013

Sébastien Romain Teddy Haller (Ris-Orangis, 22 juni 1994) is een Ivoriaans-Frans profvoetballer die als spits speelt. Hij staat onder contract bij FC Utrecht.

## Clubcarrière

### AJ Auxerre
Haller tekende op 26 juni 2011 zijn eerste profcontract, bij AJ Auxerre. In de voorbereiding op het seizoen 2012/13 werd hij bij het eerste elftal gehaald. Op 27 juli 2012 maakte hij zijn debuut tijdens de openingswedstrijd van het seizoen, tegen Olympique Nîmes.

### FC Utrecht
In de winterstop van het seizoen 2014/15 ging Haller op huurbasis naar FC Utrecht, dat een optie tot koop bedong. Hier kreeg hij rugnummer 22. Haller maakte op 15 februari 2015 zijn eerste doelpunt voor FC Utrecht, in een competitiewedstrijd thuis tegen FC Dordrecht. Hij maakte die dag vier doelpunten tijdens de met 6–1 gewonnen wedstrijd. Haller maakte tot en met 25 april 2015 tien doelpunten in vijftien wedstrijden voor FC Utrecht, dat in de week erna de huur omzette in een vast contract tot medio 2019. FC Utrecht betaalde €750.000,- voor Haller. Didier Martel, oud-voetballer en sinds oktober 2014 scout van FC Utrecht, heeft Haller aangeraden. Op 1 april 2017 evenaarde Haller Stefaan Tanghe als meest scorende buitenlandse voetballer bij FC Utrecht, door in de tiende minuut tegen Willem II te scoren en daarmee zijn clubtotaal te zetten op veertig treffers.

### Eintracht Frankfurt
Haller tekende op 15 mei 2017 een vierjarig contract bij Eintracht Frankfurt. Haller maakte deel uit van de ploeg van Eintracht Frankfurt, die op zaterdag 19 mei 2018 de DFB-Pokal won door in de finale Bayern München met 3–1 te verslaan. Het was de eerste grote prijs voor de club in dertig jaar. Haller viel na negenentachtig minuten in voor Ante Rebić. In de Bundesliga beleefde Haller twee goede seizoenen en was hij productief.

### West Ham United
Haller tekende in juli 2019 een contract tot medio 2024 bij West Ham United. Dat betaalde een clubrecord voor hem aan Eintracht Frankfurt, naar verluidt circa €50.000.000,-. In zijn verbintenis werd een optie voor nog een seizoen opgenomen. Bij West Ham verging het Haller minder goed dan in de Bundesliga.

### Ajax
Haller tekende in januari 2021 een contract tot medio 2025 bij Ajax, dat €22.500.000,- voor hem betaalde aan West Ham United. Hiermee werd hij de duurste speler in de Eredivisie ooit. Op 10 januari 2021 maakte Haller zijn competitiedebuut voor Ajax in de met 2–2 gelijkgespeelde thuiswedstrijd tegen PSV. Hij verving in de zesenveertigste minuut Zakaria Labyad. Op 3 februari 2021 werd bekend dat Haller tijdens het seizoen 2020/21 niet voor Ajax mocht uitkomen in de UEFA Europa League door een administratieve fout van de club. Ajax was namelijk vergeten de spits in te schrijven voor het Europese clubtoernooi.
Op 15 september 2021 maakte Haller zijn debuut in de UEFA Champions League tijdens de uitwedstrijd tegen Sporting CP. Haller scoorde in deze groepswedstrijd vier keer, waarmee hij na Marco van Basten de tweede debutant ooit werd in de Europacup I / UEFA Champions League die dit presteerde. Door zijn doelpunt tijdens de volgende wedstrijd in dit toernooi, thuis tegen Beşiktaş op 28 september 2021, werd hij de eerste speler ooit die vijf keer scoorde in zijn eerste twee wedstrijden gedurende de Europacup I / UEFA Champions League. In zijn eerste vijf wedstrijden in de UEFA Champions League scoorde hij negen keer. Dit was een record, want dit lukte geen enkele speler voor hem. Hij scoorde in alle zes poulewedstrijden minstens een keer en in totaal tien keer. In alle poulewedstrijden scoren lukte alleen Cristiano Ronaldo eerder en tien keer scoren lukte eerder alleen Cristiano Ronaldo, Lionel Messi en Robert Lewandowski. In december kwam Haller op positie 93 voor het eerst voor op de lijst van beste 100 mannelijke voetballers in de wereld, opgesteld in opdracht van The Guardian. Hij eindigde seizoen 2021/22 als topscorer van de Eredivisie. 

### Borussia Dortmund
Op 6 juli 2022 werd bekend dat Haller een contract heeft getekend tot 30 juni 2026 bij Borussia Dortmund. Op 4 februari 2023 in de wedstrijd gewonnen thuiswedstrijd tegen SC Freiburg scoorde Haller in de 51e minuut zijn eerste doelpunt voor Borussia Dortmund en schreef daarmee de 3-1 op zijn naam, de wedstrijd eindigde in een 5-1 overwinning. In seizoen 2023/24 bereikte Haller met Borussia de finale van de UEFA Champions League, die werd verloren van Real Madrid.

### CD Leganés
Aan het einde van de zomerse transferperiode van 2024 maakte Haller op huurbasis de overstap naar CD Leganés. Die overstap werd voor CD Leganés als een van de grootste transfers ooit gezien. Na enkele maanden maakte Haller in december 2024 kenbaar dat de overstap niet had gebracht wat hij er van had gehoopt. Haller kampte onder meer met kleine blessures, verdween uit de basis en kwam steeds minder aan minuten. Ook de speelstijl van CD Leganés was anders dan bij zijn voorgaande clubs. Na negen wedstrijden in alle competities was Haller nog niet betrokken geweest bij een doelpunt. In diezelfde periode gaf Haller aan open te staan voor een terugkeer naar Nederland.

### FC Utrecht
Nadat duidelijk werd dat Haller bij CD Leganés niet op zijn plek zat, meldde FC Utrecht zich bij Haller en Borussia Dortmund. Haller was circa tien jaar eerder de eerste transfer van Jordy Zuidam als technisch directeur bij FC Utrecht geweest. De twee hadden altijd contact gehouden. FC Utrecht had echter wel een groot financieel gat te overbruggen. Na een periode dat de deal, zo ook voor Haller zelf, onhaalbaar leek, werd Haller op 9 januari 2025 officieel gepresenteerd. Hij tekende op huurbasis tot aan het einde van het seizoen. Haller koos na zijn komst voor rugnummer 91. Een verwijzing naar het nummer van het Franse department Essonne. FC Utrecht bood de supporters een actie aan met gratis bedrukking met 'HALLER 91'. Binnen een dag stond de teller op meer dan duizend verkochte shirts. En na zijn eerste weken werd duidelijk dat de terugkeer van Haller voor FC Utrecht pr-technisch een impuls is gebleken. Daarbij groeide onder meer het aantal verkochte shirts naar tweeduizend exemplaren.
Op 12 januari 2025 maakte Haller zijn rentree voor FC Utrecht in de Eredivisie. Bij een 0-0 stand tegen Feyenoord betrad hij het veld, waarna FC Utrecht de wedstrijd naar zich toe wist te trekken. Na een 0-2 voorsprong wist de club met 1-2 te winnen. Haller werd daarbij geprezen voor zijn bijdrage aan het spel aan Utrechtse kant. Enkele dagen later kwam Haller op 15 januari 2025 in actie in de KNVB Beker, waar hij tegen RKC Waalwijk na rust inviel bij een 1-0 achterstand. Haller wist direct de gelijkmakende 1-1 te scoren, gevolgd door de 2-1 via een zelf verkregen en benutte strafschop. Dat werd Haller zijn honderdste officiële wedstrijd voor FC Utrecht. Na diverse basisplaatsen startte Haller op 4 februari 2025 in de KNVB Beker tegen Heracles Almelo (2-0 verlies) op de bank. Trainer Ron Jans gaf aan dat het na een half jaar met weinig wedstrijdritme fysiek gezien beter kon voor Haller. Vervolgens keerde Haller terug in de basis en scoorde hij op 9 maart 2025 tegen Willem II (2-3 winst) zijn eerste doelpunt in competitieverband na zijn terugkeer. Op 13 april 2025 scoorde Haller in de met 3-1 gewonnen thuiswedstrijd tegen FC Groningen zijn eerste doelpunt in de Galgenwaard na zijn terugkeer bij FC Utrecht. Een speelronde later volgde daarop zijn volgende treffer. Haller was tegen Ajax met de 1-0 trefzeker in de 4-0 gewonnen thuiswedstrijd. In diezelfde periode gaf Haller aan op zijn plek te zitten in Utrecht, waarbij hij zelf een langer verbleef niet uit zou willen sluiten. Haller verwees echter wel naar dat het van veel facetten afhankelijk is om dat te kunnen bewerkstelligen.

## Clubstatistieken
| Seizoen     | Club                | Competitie     | Competitie | Competitie | Competitie | Beker | Beker | Beker | Internationaal | Internationaal | Internationaal | Totaal | Totaal | Totaal |
| Seizoen     | Club                | Competitie     | Wed.       | Dlp.       | Ass.       | Wed.  | Dlp.  | Ass.  | Wed.           | Dlp.           | Ass.           | Wed.   | Dlp.   | Ass.   |
| ----------- | ------------------- | -------------- | ---------- | ---------- | ---------- | ----- | ----- | ----- | -------------- | -------------- | -------------- | ------ | ------ | ------ |
| 2012/13     | AJ Auxerre          | Ligue 2        | 17         | 2          | 2          | 1     | 0     | 0     | –              | –              | –              | 18     | 2      | 2      |
| 2013/14     | AJ Auxerre          | Ligue 2        | 25         | 4          | 0          | 3     | 2     | 0     | –              | –              | –              | 28     | 6      | 0      |
| 2014/15     | AJ Auxerre          | Ligue 2        | 8          | 0          | 0          | 3     | 0     | 1     | –              | –              | –              | 11     | 0      | 1      |
| Club Totaal | Club Totaal         | Club Totaal    | 50         | 6          | 2          | 7     | 2     | 1     | 0              | 0              | 0              | 57     | 8      | 3      |
| 2014/15     | → FC Utrecht        | Eredivisie     | 17         | 11         | 5          | 0     | 0     | 0     | –              | –              | –              | 17     | 11     | 5      |
| 2015/16     | FC Utrecht          | Eredivisie     | 37         | 19         | 5          | 5     | 5     | 1     | –              | –              | –              | 42     | 24     | 6      |
| 2016/17     | FC Utrecht          | Eredivisie     | 36         | 15         | 5          | 3     | 1     | 0     | –              | –              | –              | 39     | 16     | 5      |
| Club Totaal | Club Totaal         | Club Totaal    | 90         | 45         | 15         | 8     | 6     | 1     | 0              | 0              | 0              | 98     | 51     | 16     |
| 2017/18     | Eintracht Frankfurt | Bundesliga     | 31         | 9          | 4          | 5     | 4     | 3     | –              | –              | –              | 36     | 13     | 7      |
| 2018/19     | Eintracht Frankfurt | Bundesliga     | 29         | 15         | 9          | 2     | 0     | 0     | 10             | 5              | 3              | 41     | 20     | 12     |
| Club Totaal | Club Totaal         | Club Totaal    | 60         | 24         | 13         | 7     | 4     | 3     | 10             | 5              | 3              | 77     | 33     | 19     |
| 2019/20     | West Ham United     | Premier League | 32         | 7          | 2          | 3     | 0     | 0     | –              | –              | –              | 35     | 7      | 2      |
| 2020/21     | West Ham United     | Premier League | 16         | 3          | 0          | 3     | 4     | 0     | –              | –              | –              | 19     | 7      | 0      |
| Club Totaal | Club Totaal         | Club Totaal    | 48         | 10         | 2          | 5     | 4     | 0     | 0              | 0              | 0              | 53     | 14     | 2      |
| 2020/21     | Ajax                | Eredivisie     | 19         | 11         | 5          | 4     | 2     | 2     | –              | –              | –              | 23     | 13     | 7      |
| 2021/22     | Ajax                | Eredivisie     | 31         | 21         | 7          | 4     | 2     | 0     | 8              | 11             | 2              | 43     | 34     | 9      |
| Club Totaal | Club Totaal         | Club Totaal    | 50         | 32         | 12         | 8     | 4     | 2     | 8              | 11             | 2              | 66     | 47     | 16     |
| 2022/23     | Borussia Dortmund   | Bundesliga     | 19         | 9          | 5          | 1     | 0     | 0     | 2              | 0              | 0              | 22     | 9      | 5      |
| 2023/24     | Borussia Dortmund   | Bundesliga     | 14         | 0          | 1          | 1     | 2     | 0     | 4              | 1              | 0              | 19     | 3      | 1      |
| Club Totaal | Club Totaal         | Club Totaal    | 33         | 9          | 6          | 2     | 2     | 0     | 6              | 1              | 0              | 41     | 12     | 6      |
| 2024/25     | → CD Leganés        | La Liga        | 8          | 0          | 0          | 1     | 0     | 0     | –              | –              | –              | 9      | 0      | 0      |
| Club Totaal | Club Totaal         | Club Totaal    | 8          | 0          | 0          | 1     | 0     | 0     | 0              | 0              | 0              | 9      | 0      | 0      |
| 2024/25     | → FC Utrecht        | Eredivisie     | 16         | 4          | 1          | 2     | 2     | 0     | –              | –              | –              | 18     | 6      | 1      |
| Club Totaal | Club Totaal         | Club Totaal    | 106        | 49         | 16         | 10    | 8     | 1     | 0              | 0              | 0              | 116    | 57     | 17     |
| Totaal      | Totaal              | Totaal         | 355        | 130        | 51         | 40    | 24    | 7     | 24             | 17             | 5              | 419    | 172    | 63     |

## Gemaakte hattricks
| Hattricks voor clubs               | Hattricks voor clubs | Hattricks voor clubs | Hattricks voor clubs | Hattricks voor clubs  | Hattricks voor clubs   |
| Datum                              | Elftal               | Tegenstander         | Uitslag              | Competitie            | Aantal goals           |
| ---------------------------------- | -------------------- | -------------------- | -------------------- | --------------------- | ---------------------- |
| 15 februari 2015                   | FC Utrecht           | FC Dordrecht         | 6 – 1                | Eredivisie            | 16' 39' 49' 81' (pen.) |
| 16 december 2015                   | FC Utrecht           | Achilles '29         | 0 – 5                | KNVB beker            | 5' 48' 50'             |
| 15 september 2021                  | Ajax                 | Sporting Lissabon    | 1 – 5                | UEFA Champions League | 2' 9' 51' 63'          |
| 13 februari 2022                   | Ajax                 | FC Twente            | 5 – 0                | Eredivisie            | 53' 85' 88'            |
| Hattricks voor nationale elftallen |                      |                      |                      |                       |                        |
| Datum                              | Elftal               | Tegenstander         | Uitslag              | Competitie            | Aantal goals           |
| 25 maart 2015                      | Frankrijk onder 21   | Estland onder 21     | 6 – 0                | Vriendschappelijk     | 35' 78' 83'            |
| Bijgewerkt op 23 mei 2025          |                      |                      |                      |                       |                        |

## Interlandcarrière
Haller kwam uit voor alle jeugdelftallen van Frankrijk Onder 16 tot en met Frankrijk Onder 21. Hij nam met Frankrijk Onder 17 deel aan zowel het EK Onder 17 van 2011 als het WK Onder 17 van 2011. Mede vanwege het uitblijven van een uitnodiging van Frans bondscoach Didier Deschamps werd in 2020 vanuit Ivoorkust een poging ondernomen Haller te verleiden tot een alternatieve interlandcarrière. Aangezien zijn moeder Ivoriaans is, had Haller de optie uit te komen voor De Olifanten. Op 12 november 2020 maakte Haller zijn debuut voor het Ivoriaans voetbalelftal in de interland tegen Madagaskar. Hij scoorde in deze wedstrijd het winnende doelpunt.
Op 11 februari 2024 scoorde hij het winnende doelpunt in de finale van de Afrika Cup, waardoor Ivoorkust Nigeria wist te verslaan. Na meer dan een half jaar afwezigheid keerde Haller in maart 2025 terug in de selectie van Ivoorkust.
| Interlands van Sébastien Haller voor Ivoorkust | Interlands van Sébastien Haller voor Ivoorkust | Interlands van Sébastien Haller voor Ivoorkust | Interlands van Sébastien Haller voor Ivoorkust | Interlands van Sébastien Haller voor Ivoorkust    | Interlands van Sébastien Haller voor Ivoorkust |
| No.                                            | Datum                                          | Wedstrijd                                      | Uitslag                                        | Competitie                                        | Doelpunten                                     |
| Als speler van West Ham United                 | Als speler van West Ham United                 | Als speler van West Ham United                 | Als speler van West Ham United                 | Als speler van West Ham United                    | Als speler van West Ham United                 |
| ---------------------------------------------- | ---------------------------------------------- | ---------------------------------------------- | ---------------------------------------------- | ------------------------------------------------- | ---------------------------------------------- |
| 1.                                             | 12 november 2020                               | Ivoorkust – Madagaskar                         | 2 – 1                                          | Kwalificatie Afrikaans kampioenschap voetbal 2021 | 55'                                            |
| 2.                                             | 17 november 2020                               | Madagaskar – Ivoorkust                         | 1 – 1                                          | Kwalificatie Afrikaans kampioenschap voetbal 2021 |                                                |
| Als speler van Ajax                            |                                                |                                                |                                                |                                                   |                                                |
| 3.                                             | 5 juni 2021                                    | Ivoorkust – Burkina Faso                       | 2 – 1                                          | Vriendschappelijk                                 |                                                |
| 4.                                             | 12 juni 2021                                   | Ghana – Ivoorkust                              | 0 – 0                                          | Vriendschappelijk                                 |                                                |
| 5.                                             | 3 september 2021                               | Mozambique – Ivoorkust                         | 0 – 0                                          | Kwalificatie Wereldkampioenschap voetbal 2022     |                                                |
| 6.                                             | 6 september 2021                               | Ivoorkust – Kameroen                           | 2 – 1                                          | Kwalificatie Wereldkampioenschap voetbal 2022     | 20 (p.)' 29'                                   |
| 7.                                             | 13 november 2021                               | Ivoorkust – Mozambique                         | 3 – 0                                          | Kwalificatie Wereldkampioenschap voetbal 2022     |                                                |
| 8.                                             | 16 november 2021                               | Kameroen – Ivoorkust                           | 1 – 0                                          | Kwalificatie Wereldkampioenschap voetbal 2022     |                                                |
| 9.                                             | 12 januari 2022                                | Equatoriaal-Guinea – Ivoorkust                 | 0 – 1                                          | Afrikaans kampioenschap voetbal 2021              |                                                |
| 10.                                            | 16 januari 2022                                | Ivoorkust – Sierra Leone                       | 2 – 2                                          | Afrikaans kampioenschap voetbal 2021              | 25'                                            |
| 11.                                            | 20 januari 2022                                | Ivoorkust – Algerije                           | 3 – 1                                          | Afrikaans kampioenschap voetbal 2021              |                                                |
| 12.                                            | 26 januari 2022                                | Ivoorkust – Egypte                             | 0 – 0 (4 – 5)                                  | Afrikaans kampioenschap voetbal 2021              |                                                |
| 13.                                            | 25 maart 2022                                  | Frankrijk – Ivoorkust                          | 2 – 1                                          | Vriendschappelijk                                 |                                                |
| 14.                                            | 29 maart 2022                                  | Engeland – Ivoorkust                           | 3 – 0                                          | Vriendschappelijk                                 |                                                |
| 15.                                            | 3 juni 2022                                    | Ivoorkust – Zambia                             | 3 – 1                                          | Kwalificatie Afrikaans kampioenschap voetbal 2023 |                                                |

## Erelijst
| Competitie                |                     |                         |                     |                     |
| Competitie                | Aantal              | Jaren                   |                     |                     |
| Eintracht Frankfurt       | Eintracht Frankfurt | Eintracht Frankfurt     | Eintracht Frankfurt | Eintracht Frankfurt |
| ------------------------- | ------------------- | ----------------------- | ------------------- | ------------------- |
| DFB-Pokal                 | 1x                  | 2017/18                 |                     |                     |
| Ajax                      |                     |                         |                     |                     |
| KNVB beker                | 1x                  | 2020/21                 |                     |                     |
| Eredivisie                | 2x                  | 2020/21, 2021/22        |                     |                     |
| Ivoorkust                 |                     |                         |                     |                     |
| CAF Africa Cup of Nations | 1x                  | 2023 (gespeeld in 2024) |                     |                     |

## Privéleven
Haller heeft drie kinderen die zijn geboren in 2017, 2019 en 2021.
In juli 2022 werd bij Haller teelbalkanker geconstateerd. Eind juli dat jaar bleek de tumor kwaadaardig en werd duidelijk dat hij chemotherapiebehandelingen en een operatie moest ondergaan. Hierdoor is hij zeker enkele maanden niet inzetbaar voor Borussia Dortmund. In november dat jaar werd bekend dat Haller opnieuw geopereerd moest worden. Hij werkte een deel van zijn revalidatie af bij Ajax. Begin januari 2023 verscheen Haller weer op het trainingsveld bij Borussia Dortmund.